# Оспрей, Уилл
Уильям Питер Чарльз О́спрей (англ. William Peter Charles Ospreay, род. 7 мая 1993, Лондон) — английский рестлер, в настоящее время выступающий в All Elite Wrestling (AEW).
Оспрей известен 8-летней карьерой в New Japan Pro-Wrestling (NJPW), где он является бывшим чемпионом мира IWGP в тяжелом весе. Оспрей также выступал у партнёра NJPW — Revolution Pro Wrestling (RevPro).
Оспрей начал свою карьеру в Великобритании в 2012 году. В течение нескольких лет он работал в нескольких независимых промоушенах, наиболее известными из которых были Revolution Pro Wrestling (RevPro) и Progress Wrestling. В 2016 году, после рекомендации Эй Джей Стайлза, он начал работать в японском промоушене New Japan Pro Wrestling в составе дивизиона полутяжеловесов, став трёхкратным чемпионом IWGP в полутяжёлом весе и победителем Best of the Super Juniors 2016 и 2019 годов. В 2019 году Оспрей также выиграл титул чемпиона NEVER в открытом весе и боролся с несколькими рестлерами тяжёлого веса. В том же году Оспрей принял участие в G1 Climax, крупнейшем турнире NJPW с участием борцов тяжёлого веса. В 2020 году он перешёл в тяжёлый вес. Он также является победителем New Japan Cup 2021 года.
Оспрей работал в американских независимых промоушенах, таких как Pro Wrestling Guerrilla. Благодаря партнёрству NJPW с другими промоушенами, Оспрей выступал в All Elite Wrestling и Ring of Honor, он является бывшим телевизионным чемпионом мира ROH.

## Личная жизнь
С 2017 года Оспрей состоял в отношениях с коллегой-рестлером Би Пристли. В 2019 году пара объявила, что планирует переехать в Японию, так как оба занимаются рестлингом в этой стране. В 2021 году они разошлись.
В рамках движения Speaking Out Оспрея обвинили в том, что он внёс Поллианну, бывшего рестлера, в чёрный список, после того как она выступила с обвинениями в адрес друга Оспрея и товарища по команде Swords of Essex Скотта Уэйнрайта. Независимый рестлинг-промоушен International Wrestling League (IWL) заявил в Твиттере, что одно из заведений попросило их снять Поллианну с шоу по просьбе Оспрея. Однако позже IWL выяснила, что об удалении Поллианны просил не Оспрей, а владелец места проведения шоу. Человек, который вёл аккаунт IWL в Твиттере, позже рассказал, что предполагаемые доказательства были их мнением о «неясной ситуации».
В 2019 году Оспрею был поставлен диагноз синдром дефицита внимания с гиперактивностью (СДВГ) и аутизм.

## Титулы и достижения
- Future Pro Wrestling
  - Командный чемпион FPW (1 раз) — с Полом Робинсоном[7]
- Inside The Ropes Magazine
  - № 10 в рейтинге 50 лучших рестлеров мира по версии ITR 50 в 2020 году[8]
- Lucha Britannia
  - Чемпион мира Lucha Britannia (2 раза)
- Melbourne City Wrestling
  - Чемпион Содружества MCW (1 раз)[9]
- New Japan Pro-Wrestling
  - Чемпион мира IWGP в тяжёлом весе (1 раз)[10]
  - Чемпион Соединённых Штатов IWGP в тяжёлом весе (1 раз)
  - Чемпион IWGP в полутяжёлом весе (3 раза)[11]
  - Чемпион NEVER в открытом весе (1 раз)[12][13]
  - New Japan Cup (2021)[14]
  - Best of the Super Juniors (2016, 2019)[15][16][17]
- Preston City Wrestling
  - Награда «Тот, за кем надо следить в 2015» (2014)[18]
- Progress Wrestling
  - Чемпион Progress (1 раз)
  - Командный чемпион Progress (1 раз) — с Полом Робинсоном
  - Super Strong Style 16 (2015)
  - Thunderbastard (2014)[19]
- Pro Wrestling Australia
  - Чемпион PWA в тяжёлом весе (1 раз)[20]
- Pro Wrestling Illustrated
  - № 7 в топ 500 рестлеров в рейтинге PWI 500 в 2021[21]
- Reloaded Championship Wrestling Alliance
  - Чемпион Elite-1 RCWA (1 раз)[22]
- Revolution Pro Wrestling
  - Чемпион Британии в тяжёлом весе (1 раз)[23]
  - Чемпион Британии в полутяжёлом весе (2 раза)[24]
  - Неоспоримый командный чемпион Британии (1 раз) — с Полом Робинсоном[25]
  - Второй чемпион Тройной короны
- Ring of Honor
  - Телевизионный чемпион мира ROH (1 раз)[26]
  - Лучший приём года (2017) — OsCutter[27]
- SoCal Uncensored
  - Матч года (2016) с Мэттом Сайдалом и Рикошетом против Адама Коула и «Янг Бакс» (Мэтт Джексон и Ник Джексон), 3 сентября[28]
- Southside Wrestling Entertainment
  - Чемпионат Speed King SWE (2 раза)[7]
- Warriors of Wrestling
  - Чемпион Warrior Wrestling (1 раз)[29][30]
- What Culture Pro Wrestling/Defiant Wrestling
  - Командный чемпион WCPW (1 раз) — со Скотти Уэйнрайтом[31]
  - Матч года Defiant Wrestling (2017) — против Дрю Гэллоуэя, 6 марта[32]
- Wrestling Observer Newsletter
  - Рестлер год (2023)
  - Лучший летающий рестлер (2016—2019)[33][34]
  - Лучший приём в рестлинге (2019, 2022—2023) — Storm Breaker, Hidden Blade[34]
  - Самый ценный не-тяжёловес (2018, 2019)[34][35]
  - Самый ценный рестлер Европы (2021—2023)
  - Самый ценный рестлер Японии (2023)
  - Самый выдающийся рестлер (2019, 2022—2023)[34]
  - Матч года в рестлинге (2019) против Синго Такаги, 5 июня[34]
  - Матч года в рестлинге (2022) против Кадзутика Окада, G1 Climax 32, 18 августа
  - Матч года в рестлинге (2023) против Кенни Омега, Wrestle Kingdom 17, 4 января
- Другие титулы
  - Чемпион British Triangle (1 раз) — с Полом Робинсоном и Скоттом Уэйнрайтом[36]